# Visita di Nixon in Cina del 1972

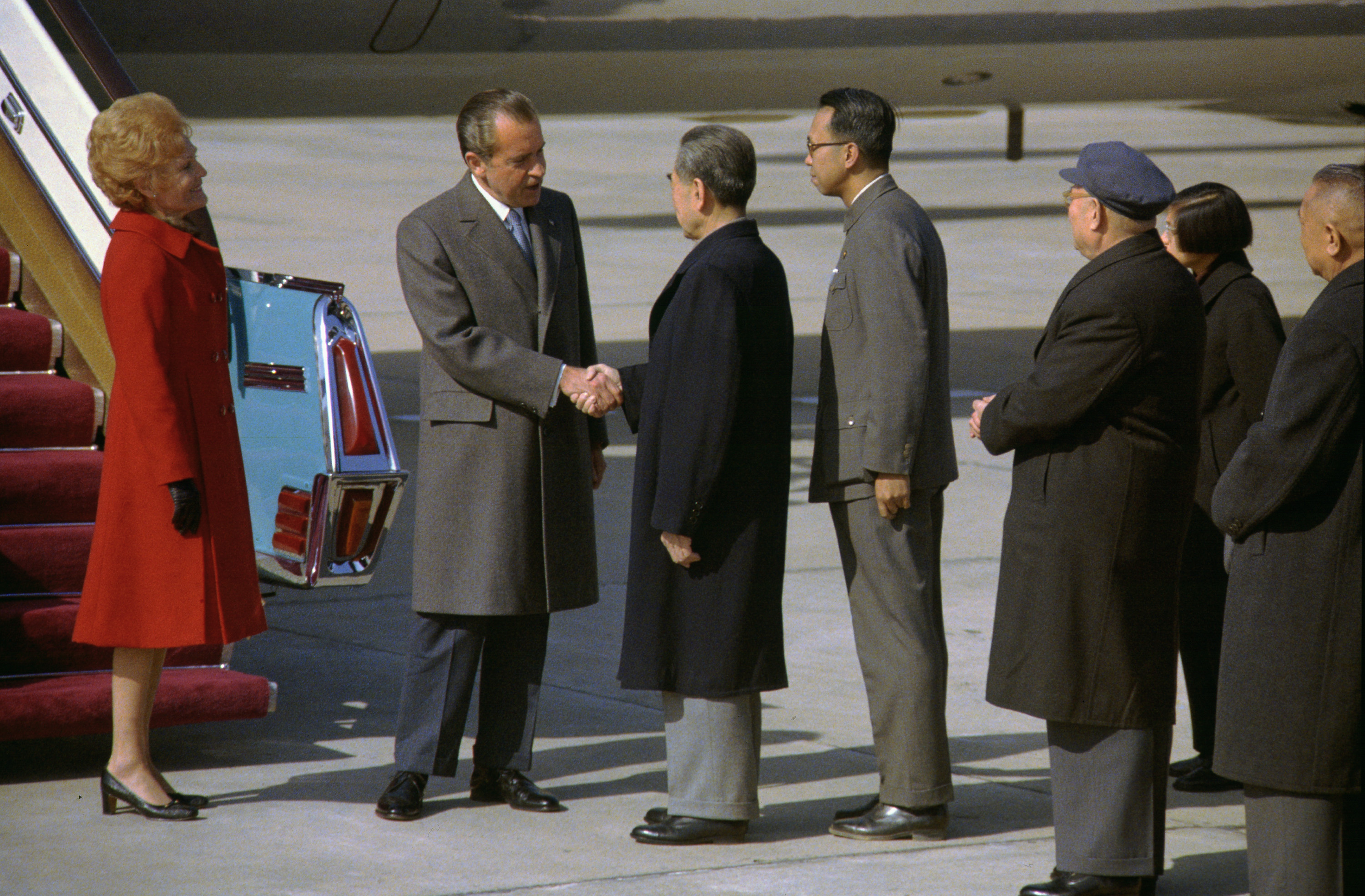
Il presidente Nixon stringe la mano al premier cinese Zhou Enlai.

La visita del presidente degli Stati Uniti Richard Nixon nella Repubblica Popolare Cinese del 1972 fu un importante passo nella normalizzazione delle relazioni tra gli Stati Uniti e la Repubblica Popolare Cinese. L'evento rappresenta la prima visita in assoluto di un presidente statunitense nel Paese asiatico, che a quel tempo considerava gli USA tra i suoi rivali più accesi.

## Il quadro storico
Durante gli anni sessanta la Cina dovette riconoscere il fallimento del tentativo di minare l'autorità sovietica all'interno del movimento socialista e la Rivoluzione culturale aveva inferto un duro colpo alla credibilità internazionale del governo di Pechino decretando un pericoloso isolamento. Dal punto di vista cinese, inoltre, gli Stati Uniti avevano cessato di essere la minaccia di un tempo in seguito all'andamento della Guerra del Vietnam e alla crisi del dollaro. Di conseguenza la dirigenza cinese ritenne opportuno riavvicinarsi agli americani per risolvere i propri problemi.
Dal canto loro gli Stati Uniti erano intenzionati a ricostruire le relazioni tra i due Paesi, interrottesi nel 1949, soprattutto in chiave di contenimento anti-sovietico. La Cina inoltre rappresentava un ottimo sbocco di mercato. Nel 1967 Nixon scriveva che era "del tutto impossibile lasciare la Cina fuori dalla comunità delle nazioni". Il riavvicinamento tra i due Paesi avvenne in maniera graduale. Dapprima, nell'estate del 1969, il governo di Washington decise di eliminare alcune restrizioni commerciali. Successivamente, nel 1971, la squadra statunitense di tennistavolo fu invitata a partecipare ad un torneo in Cina, dando inizio alla cosiddetta diplomazia del ping pong.

## La visita
La visita di Nixon fu preparata grazie agli incontri segreti di Henry Kissinger effettuati tra il 9 e l'11 luglio del 1971, dopo i viaggi in Pakistan.
Il viaggio di Nixon ebbe luogo tra il 21 febbraio e il 28 febbraio 1972, visitando le città di Pechino, Hangzhou e Shanghai. Appena arrivato, Nixon incontrò subito Mao Zedong. Il Segretario di Stato William Pierce Rogers venne escluso dal viaggio e l'unico americano presente oltre al Presidente era Winston Lord, membro del National Security Council, che sarà poi nominato Ambasciatore degli Stati Uniti in Cina. Per non creare ulteriori imbarazzi a Rogers, Lord non compare in nessuna foto ufficiale.
Nixon tenne molti incontri anche con Zhou Enlai, grande diplomatico e capo del governo cinese, e al termine del viaggio co-firmò il comunicato di Shanghai, un documento di politica estera che ha posto le basi per le relazioni bilaterali sino-americane.

## I risultati degli incontri
Gli americani abbandonarono la "teoria delle due Cine", riconoscendo l'indivisibilità del Paese e impegnandosi a ritirare tutte le forze militari di stanza sull'isola di Taiwan. In cambio i cinesi riconobbero sostanzialmente la supremazia statunitense nel Pacifico. Nel documento infatti dichiararono "di volersi opporre a qualsiasi tentativo perpetrato da una terza potenza per affermare la propria supremazia nell'area". Di fatto rappresentava un avvertimento all'Unione Sovietica.

## Nella cultura di massa
La visita ha ispirato a John Adams nel 1987 l'opera lirica Nixon in China.